# NGC 4802
NGC 4802 (ook: NGC 4804) is een lensvormig sterrenstelsel in het sterrenbeeld Raaf. Het hemelobject werd op 27 maart 1786 ontdekt door de Duits-Britse astronoom William Herschel.

## Synoniemen
- MCG -2-33-61
- IRAS 12532-1147
- PGC 44087